# Ro-Kyu-Bu!
Ro-Kyu-Bu! (ロウき ゅ ー ぶ?) es una novela ligera japonesa escrita por Sagu Aoyama e ilustrada por Tinkle. Las novelas se publican bajo Dengeki Bunko de ASCII Media Works, siete volúmenes han sido publicados desde febrero de 2009. Ro-Kyu-Bu! se ha adaptado en dos mangas, una serie de anime de dos temporadas y un juego de PlayStation Portable.

## Argumento
Subaru Hasegawa es un estudiante de secundaria que formaba parte del equipo de baloncesto de su escuela, el cual suspendió sus actividades por un año debido a que el capitán de su equipo es declarado un lolicon al descubrirse que mantenía una relación con la hija del profesor cargo del club de baloncesto, quien era una niña de primaria. 
Mihoshi Takamura, tía de Subaru, pide al muchacho ser entrenador del recién formado equipo de baloncesto femenino de la escuela primaria donde ella es profesora y del que ha asumido ser la encargada. En un principio Subaru, preocupado por la reputación de su propio club se niega, aceptando entrenarlas solo por tres días, pero al final termina dedicándose por completo al club al conocer las circunstancias complejas por las que pasaban y el tremendo potencial latente que las muchachas poseen.

## Personajes
Subaru Hasegawa (長谷川 昴 Hasegawa Subaru?)
Seiyū: Yūki Kaji
El protagonista principal, un estudiante de secundaria y jugador de baloncesto sobresaliente a quien le es encargado por su tía ser entrenador de las chicas del equipo de baloncesto de sexto grado. En la actualidad el equipo de su escuela está suspendido ya que su capitán sostenía una relación con una niña de primaria y para no verse involucrado en un escándalo inicialmente se compromete a entrenar a las niñas por solo tres días, hasta que descubre que el club está a punto de ser disuelto sin su ayuda y se da cuenta de lo importante que es para Tomoka y sus amigas.
Tomoka Minato (湊 智花 Minato Tomoka?)
Seiyū: Kana Hanazawa
Camiseta: N° 04
Apodo: Shiny Gift
La mejor jugadora del equipo y la única que había jugado al baloncesto antes. Subaru no tarda mucho en encontrar un gran potencial en ella y gracias a su talento y dedicación decide quedarse como entrenador. Tomoka no llevaba en la academia Keishin mucho tiempo, en su escuela anterior estaba obsesionada con ganar, actuando de forma individualista en los partidos, lo que acabó aislándola y haciendo que se transfiriera de escuela. En la academia Keishin se encontró con nuevas amigas y comprendió que ganar no lo es todo. Es normal que vaya diariamente a practicar baloncesto a casa de Subaru, quien ofreció el tablero de su patio para que se perfeccione y por quien ella ha demostrado casi desde un comienzo sentimientos muy intensos que la hacen muy seguido caer en pánico o cómicas situaciones de nervios y bochornos. Su apodo se lo dio Subaru ya que era la única a quien la enfermera Touko no fue capaz de encontrar una forma de definirla. Su significado se puede leer como Regalo brillante o interpretar como La flor que se abre tras la lluvia.
Maho Misawa (三沢 真帆 Misawa Maho?)
Seiyū: Yuka Iguchi
Camiseta: N° 05
Apodo: Fireworks
La miembro más enérgica del equipo, siempre viene con ideas que parecen causar vergüenza a las otras chicas. Creó el club femenino de baloncesto por iniciativa propia llevando a Saki, su mejor amiga casi sin consultarle; posee una habilidad física destacable que le permitió desde muy pequeña aprender y dominar actividades físicas sin problemas de forma inmediata. Sostiene una marcada rivalidad con Natsuhi, su amigo de la infancia, la cual se recrudece con la fundación del club y posteriormente se atenúa cuando este comienza a ayudarlas a entrenar y logra comprenderla mejor. Tiene unas coletas gemelas largas y rubias y un colmillo sobresaliente. Se dirige a Subaru como "Subarun". Su apodo, que significa "Fuegos artificiales", se lo dio la enfermera Touko como una forma de expresar su intensa energía y actitud llamativa pero bella.
Airi Kashii (香椎 愛莉 Kashii Airi?)
Seiyū: Rina Hidaka
Camiseta: N° 07
Apodo: Prismatic Bird
La chica más callada y tímida de las cinco. Debido a que es demasiado alta y desarrollada para su edad, se echa a llorar cuando alguien menciona algo acerca de su estatura o cualquier cosa que ella pueda interpretar de esa manera, su obsesión es tal que llega a ver todo lo que se relacione con la altura como desagradable y lo pequeño como positivo, es por ello que Subaru para lograr que se concentrara en los partidos debió inicialmente mentirle y decir que el Centro, su posición (llamada coloquialmente "Big man") se llamaba Alero ("Small forward"). Ella pasa a ser la mayor de las niñas en el grupo. Su apodo se lo dio la enfermera Touko y su significado es Ave de siete colores. 
Hinata Hakamada (袴田 ひなた Hakamada Hinata?)
Seiyū: Yui Ogura
Camiseta: N° 08
Apodo: Innocent Charm
La más pequeña de las niñas que frecuentemente habla de forma educada y tiene una enorme colección de juguetes de peluches. A pesar de que parece ser la más inocente e ingenua del equipo, a veces su comportamiento sugiere lo contrario. Es la menor de las niñas, debido a que nació en marzo y el colegio en Japón comienza en abril. Aunque en un comienzo posee la salud y condición física más precaria de las cinco niñas, se entrega al deporte y los entrenamientos a tal punto que durante las competencias la combinación de su tamaño y agilidad pone en problemas a sus rivales para detenerla o bloquearla, siendo incluso capaz de encestar sin problemas estando de espaldas al tablero. Cuando está excitada comienza las frases con "Ooohhhhh~" y cuando quiere mostrar desaprobación comienza con "Buuu~". Su apodo, Encanto inocente, se lo dio la enfermera Touka ante su costumbre de usar su aspecto desvalido y tierno para conseguir que el resto la consienta.
Saki Nagatsuka (永塚 紗季 Nagatsuka Saki?)
Seiyū: Yōko Hikasa
Camiseta: N° 06
Apodo: Ice Age
La miembro con gafas y sensata del equipo, mantiene a raya Maho cuando exagera con su entusiasmo. Fue la primera integrante que Maho agregó al equipo y lo hizo sin pedir su consentimiento, como una forma de evitar que se negara mandó a diseñar unos anteojos de competencia graduados a la medida de Saki, cosa que esta aprecia bastante. Su familia posee un local de comida donde suele ayudar, por lo que ella misma es una buena cocinera aunque a la hora de preparar ciertos platillos reacciona de forma exageradamente exigente. Tras la consolidación del club es la encargada de organizar las maniobras y estrategias de equipo desde dentro de la cancha. La enfermera Touka le dio este apodo, Era de hielo bajo el significado japonés de Reina de las Nieves, por su mentalidad fría y madura que le permite guiar a sus amigas y que le otorga un toque más adulto de lo que realmente es.
Mihoshi Takamura (篁 美星 Takamura Mihoshi?)
Seiyū: Shizuka Itō
Tía de Subaru, se ofreció como asesor del equipo de baloncesto pero al no tener conocimiento de este deporte chantajeó a Subaru con la amenaza de exponer momentos embarazosos de su infancia, si no entrenaba al equipo. Su aspecto y estatura hace que en ocasiones sea confundida con una niña o adolescente. A pesar de todo es incondicional a las muchachas y las apoya en todo lo que puede.
Nayu Hasegawa (長谷川 七夕 Hasegawa Nayu?)
Seiyū: Mamiko Noto
Madre de Subaru y hermana mayor de Mihoshi, está preocupada por su hijo después de que él se vio obligado a dejar de jugar al baloncesto en la escuela. Es una mujer amable y adora a las jugadoras del equipo, quienes en muchas ocasiones visitan la casa de Subaru.
Natsuhi Takenaka (竹中 夏陽 Takenaka Natsuhi?)
Seiyū: Minako Kotobuki
Él es el capitán del equipo de baloncesto masculino de Keishin. Originalmente estaba convencido de que el club femenino no merecía existir, para él, sus miembros solo estaban jugando en lugar de competir seriamente. Está enamorado de Hinata, un hecho conocido por todos sus compañeros de clase. En los entrenamientos de la víspera del festival deportivo explica a Subaru su verdadera razón para no aprobar a las muchachas; desde el jardín de infantes ha sido compañero y amigo de Maho, siendo esta siempre alguien destacada en las actividades físicas, cosa que él envidiaba y deseaba poder obtener, así que cuando Maho demostraba alguna capacidad él entrenaba hasta lograrlo también, sin embargo, cuando esto sucedía, descubría que tras haberlo logrado Maho perdía el interés y abandonaba la práctica. Por ello, el inmenso aprecio que Natsuhi tiene por el baloncesto le impide aceptar a alguien que él cree lo dejará en cuanto se aburra. Subaru sin embargo le hace notar que la entrega de su amiga esta vez es diferente e incondicional y poco a poco comienza él también a involucrarse en los entrenamientos de las chicas. Tras esto también ayuda a fundar el equipo femenino de quinto grado y es inicialmente su entrenador hasta que Aoi recibe este cargo oficialmente.

## Media

### Novelas ligeras
Ro-Kyu-Bu! comenzó como una serie de novelas ligeras escritas por Sagu Aoyama con ilustraciones de Tinkle. La primera novela fue publicada por ASCII Media Works el 10 de febrero de 2009, bajo Dengeki Bunko. Hasta el 10 de febrero de 2011, se han publicado siete volúmenes.

### Manga
Una adaptación al manga ilustrada por Yuki Takami comenzó la serialización en octubre de 2010 en la revista Dengeki G's Magazine de ASCII Media Works. El primer volumen tankōbon fue lanzado el 27 de abril de 2011. Una tira cómica titulada Ro -Kyu-Bu! Yonkoma (ロウき ゅ ー ぶ! よん こま) Ilustrado por Futaba Miwa comenzó la serialización en junio de 2011 bajo la revista Dengeki Moeoh.

### Anime
La revista Dengeki Bunko anunció que una adaptación al anime sería lanzada en febrero de 2011. La serie será dirigida por Keizou Kusakawa con Michiko Ito como supervisor. La serie comenzará su emisión en Japón el 1 de julio de 2011 en AT-X y la retransmisión en KBS Kyoto, Tokyo MX, TV Kanagawa, Sun TV, Chiba TV, TV Aichi y Teletama. La OVA se estrenó el 25/06/2013 y en julio 5/07/13 comenzará la segunda temporada.

### Novela visual
Una novela visual para PlayStation Portable titulada Ro-Kyu-Bu! está siendo desarrollada por ASCII Media Works y será publicada por Kadokawa Games. El juego será lanzado en el verano de 2011.